# John W. Miles
John Wilder Miles (1er décembre 1920 - 20 octobre 2008) est professeur-chercheur de mécanique appliquée et de géophysique à la Scripps Institution of Oceanography de l'Université de Californie à San Diego. Il est connu pour son travail de pionnier en mécanique des fluides théorique et apporte des contributions fondamentales à la compréhension du transfert de l'énergie éolienne aux vagues .

## Carrière
Les 20 premières années de recherche de Miles sont consacrées au génie électrique et aéronautique. Il tourne ses capacités mathématiques vers la dynamique des fluides géophysiques lorsqu'il rejoint Scripps et apporte de nombreuses contributions à tous les aspects de la dynamique des fluides, notamment l'écoulement supersonique, les marées océaniques, la stabilité des courants et des vagues d'eau et leurs interactions non linéaires, ainsi que des travaux approfondis dans l'application des méthodes mathématiques.
Tout au long de sa carrière, il écrit plus de 400 publications. Il est le seul chercheur en mécanique des fluides à avoir publié plus d'une centaine d'articles de recherche scientifique (117) dans Journal of Fluid Mechanics .
Une bourse postdoctorale est établie en son honneur à l'Institut d'océanographie Scripps .